# Метод скінченних елементів

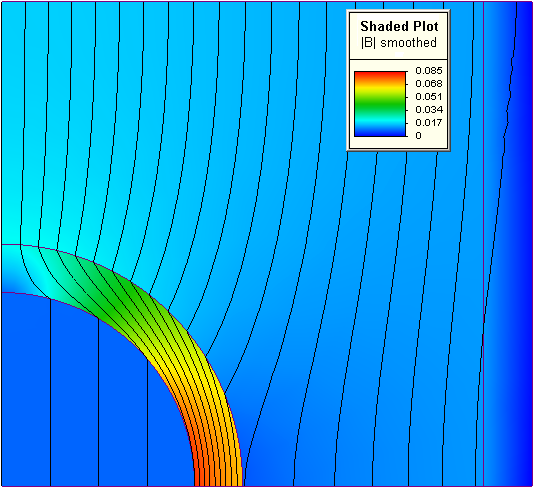
Двовимірний розв'язок магнетостатичної конфігурації, отриманий за допомогою МСЕ (лінії показують обчислену густину потоку), а кольорове забарвлення — його величину

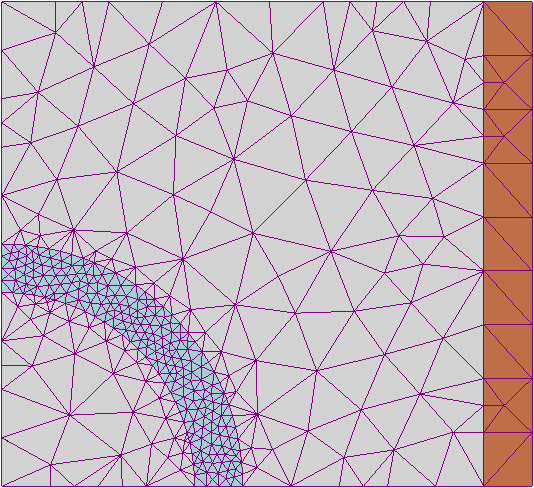
Двовимірна сітка для горішнього малюнку (сітка густіша навколо об'єкта, що нас цікавить)

Метод скінченних елементів — метод чисельного розв'язування диференціальних рівнянь, який широко використовують в інженерному та математичному моделюванні. Процес розв'язання побудований або на повному усуненні диференціального рівняння для стаціонарних задач, або на розкладі ДРЧП в апроксимуючу систему звичайних диференціальних рівнянь, які потім розв'язуються використанням якої-небудь стандартної техніки, такої як метод Ейлера, Рунге-Кутти тощо.
При розв'язанні часткових диференціальних рівнянь головною метою є створення рівності, що апроксимує досліджувану рівність, і є числово стабільною, тобто помилки у вхідних даних і проміжних обчисленнях не акумулюються і не спричиняють беззмістовних результатів. Для реалізації цього є багато способів, кожен зі своїми плюсами і мінусами. Метод скінчених елементів є добрим вибором при розв'язуванні ДРЧП, які описують складні середовища (такі як машини, чи нафтогони); при змінності цих середовищ; коли бажана точність змінюється у різних ділянках середовища; чи коли розв'язку не вистачає гладкості. Наприклад, при моделювання фронтального розбиття машини є можливість збільшити точність моделювання у важливіших зонах, таких, як передня частина машини, і зменшити її при обрахунку того, що відбудеться із задньою частиною машини (тим самим зменшивши ресурсоємність моделювання). Інакшим прикладом може служити моделювання погоди на Землі, при якому важливішою є погода над сушею, ніж над безкраїми морськими просторами.

## Історія
Метод скінченних елементів (МСЕ) виник з потребою розв'язування складних задач еластичності та структурного аналізу в цивільній, морській та авіаінженерії. Його розвиток можна відслідкувати ще в роботах Олександра Хренікова (1941) та Річарда Куранта (1942). При тому, що бачення двох науковців були неймовірно різними, вони усе ж таки сходились на найважливішому: розподілення великої неперервної області на менші домени, які як правило називаються елементами.
У своїй роботі Хреніков розподіляв домен, використовуючи принцип решітки. В той самий час Курант розділяв область на скінченну кількість трикутних підобластей, які відповідають розв'язкам еліптичних ДРЧП другого порядку, які постають від проблеми скручення циліндра. Внесок Куранта був еволюційним, тобто спирався на великий багаж знань про такі ДРЧП, який накопичили Рейліг, Рітц та Гальоркін.
Розвиток методу скінченних елементів почався в середині 1950-х років для потреб структурного аналізу у аерокосмічній і будівельній галузях і дістав свого найбільшого розвитку в Штутгартському університеті в роботі Джона Аргеріса та в університеті Берклі, а точніше в роботі Рея В. Клафа в 1960-х для використання у цивільній інженерії. До кінця 1950-х ключові концепції матриці жорсткості та збір елементів вже існували практично в таких само формах, в яких вони застосовуються і зараз. В 1965 році на замовлення НАСА була написана програма НАСТРАН, як програмне забезпечення побудоване для реалізації МСЕ. Сам метод був строго доведений в 1973 році в публікації Стренга та Фікса — «Аналіз методу скінченних елементів», і з того часу був узагальнений в окрему галузь прикладної математики та математичного моделювання фізичних систем в великій кількості інженерних дисциплін, таких як електромагнетизм чи рідинна динаміка.

## Застосування

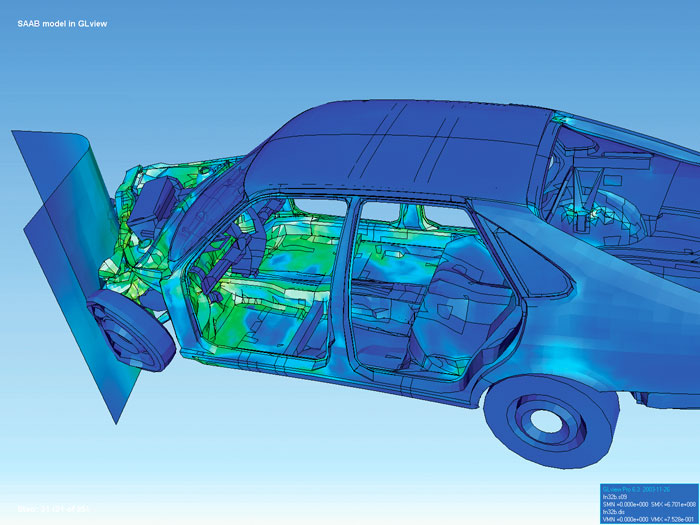
[http://impact.sourceforge.net Візуалізація деформації машини при асиметричному ударі, використовуючи метод скінченних елементів.

Метод скінченних елементів, зазвичай на стадії дизайну та розробки продуктів, використовує багато дисциплін здебільшого з сім'ї механічної інженерії (таких як аеро-, морська, біометрична та автомобільна індустрії). Декілька сучасних МСЕ-пакетів включають спеціальні елементи, такі як термальні, електромагнітні, рідинні та структурні робочі середовища. В структурному моделюванні МСЕ дуже допомагає у генерації жорсткісних і силових візуалізацій у місцях зсувів та згинів, та відображання розповсюдження сил та зміщень.
МСЕ-програми забезпечують широкий спектр моделювальних можливостей контролю складності і модельовальної і аналітичної систем. За потреби в більшості інженерних програм можна змінювати бажаний рівень точності, час, потрібний для необхідних та асоційованих обчислень.
МСЕ дозволяє проектувати, відлагоджувати та оптимізовувати продукцію перед її випуском. Цей могутній засіб проектування відчутно покращив стандарти інженерних проектів та методологію цього процесу у багатьох сферах. Використання МСЕ зменшило час, за який продукт проходив від концепції до конвеєра. Його головною ідеєю було покращення початкових прототипів використовуючи МСЕ, що сприяло прискоренню їхнього тестування та розробки. В цілому, перевагами МСЕ є збільшення точності, покращення дизайну і краще бачення його критичних параметрів, створення віртуальних прототипів, зменшення кількості реальних прототипів, пришвидшення та здешевлення проектування, збільшення продуктивності та прибутковості.

## Технічна сторона
Розглянемо дію методу на двох прикладах, на які можна екстраполювати основний метод.
П1 є одновимірною проблемою:
{\displaystyle {\mbox{P1 }}:{\begin{cases}u''=f{\mbox{ in }}(0,1),\\u(0)=u(1)=0,\end{cases}}}
де {\displaystyle f} є заданою функцією, а {\displaystyle u} — невідома функція від {\displaystyle x}, і {\displaystyle u''} є другою похідною функції {\displaystyle u} по змінній x.
Двовимірна проблема є відомою під назвою проблема Діріхле:
{\displaystyle {\mbox{P2 }}:{\begin{cases}u_{xx}+u_{yy}=f&{\mbox{ in }}\Omega ,\\u=0&{\mbox{ on }}\partial \Omega ,\end{cases}}}
де {\displaystyle \Omega } є відкритою зв'язною областю на площині {\displaystyle (x,y)}, з «гарною» (наприклад багатокутником) границею, а {\displaystyle u_{xx}} і {\displaystyle u_{yy}} — другі похідні функції {\displaystyle u} по {\displaystyle x}, та по {\displaystyle y} відповідно.
Проблему П1 можна розв'язати прямо — обраховуванням первісних. Хоча цей метод розв'язування задач на граничних значеннями працює коли є тільки один просторовий вимір і не узагальнюється на багатовимірні задачі чи на задачі виду {\displaystyle u+u''=f}. З цієї причини ми застосуємо метод скінченних елементів на П1 і опишемо його узагальнення на П2.
Наше пояснення відбуватиметься у два кроки, які віддзеркалюють два основних кроки для розв'язання задач на граничні значення використовуючи МСЕ.
- На першому кроці ми маємо перетворити ЧДР у його «слабку», чи варіаційну форму. Для цього кроку, як правило, ніяких обчислень взагалі не потрібно — всі перетворення робляться вручну на папері.

- Другий крок полягає у дискретизації, де ця «слабка» форма є дискретизованою на скінченновимірному просторі.

Після цього другого кроку ми маємо конкретну формулу для великої, зате скінченновимірної лінійної задачі, розв'язок якої буде приблизно розв'язувати початкове ЧДР. Опісля скінченновимірну задачу розв'язують на комп'ютері.

## Переваги і недоліки МСЕ
Найважливішими перевагами методу скінченних елементів є:
- Властивості матеріалів суміжних елементів можуть бути різними. Це дозволяє застосовувати метод до тіл, складених з декількох матеріалів.
- Скінченними елементами є прості області (прямі лінії, трикутники, прямокутники, піраміди, призми). Таким чином, даним методом можна апроксимувати тіла із складною формою країв.
- Розміри елементів можуть бути змінними. Це дозволяє збільшувати чи зменшувати елементи сітки.
- За допомогою МСЕ легко розглянути граничні умови з розривним поверхневим навантаженням, а також змішані граничні умови.
- Алгоритм методу скінченних елементів дозволяє створити загальні програми для розв'язку завдань різного класу.
- Завдання зводиться до розв'язку системи алгебраічних рівнянь великої розмірності. Проте хороша обумовленість системи розв'язних рівнянь дозволяє отримувати досить точні розв'язки для систем рівнянь розмірністю 5-10 мільйонів і більше.
- Основні процедури МСЕ добре придатні для паралелізування на кластерних і багатопроцесорних архитектурах.

Головний недолік цього методу полягає у потребах великого обсягу пам'яті комп'ютерів і високої швидкості розрахунку. Станом на 10-20-і роки XXI ст. розвиток ІТ-техніки практично усунув цей недолік.

## Застосування

Тривимірна модель поширення забруднення - поле концентрації на рівні землі

Тривимірна модель поширення забруднення - поле концентрації на вертикальній поверхні

Різноманітні галузі машинобудування (такі як авіаційна, біомеханічна та автомобільна промисловість) зазвичай використовують метод скінченних елементів у проєктуванні та розробці своїх продуктів. Кілька сучасних пакетів комп'ютерних програм на основі методу скінченних елементів включають спеціальні інструменти для моделювання теплопереносу, електромагнітних полів, гідродинаміки та механічних деформації. У структурному моделюванні метод скінченних елементів допомагає з візуалізацією жорсткості та міцності, дозволяючи моделювати та оптимізувати цілі конструкції перед їхнім виготовленням в металі.
Комп'ютерні програми на основі методу скінченних елементів надають широкий спектр варіантів моделювання для контролю складності моделювання та аналізу систем. Вони дозволяють одночасно керувати бажаним рівнем точності та вимогами до часу обчислення, що зазвичай контролюється використаною для розрахунків сіткою. Як правило, чим більша кількість елементів у сітці, тим більший час розрахунків і тим точніший розв'язок. Однак для достатньо детальних сіток розв'язок вже стає достатньо точним, і подальше збільшення кількості елементів вже не призводить до практично значущого підвищення точності.

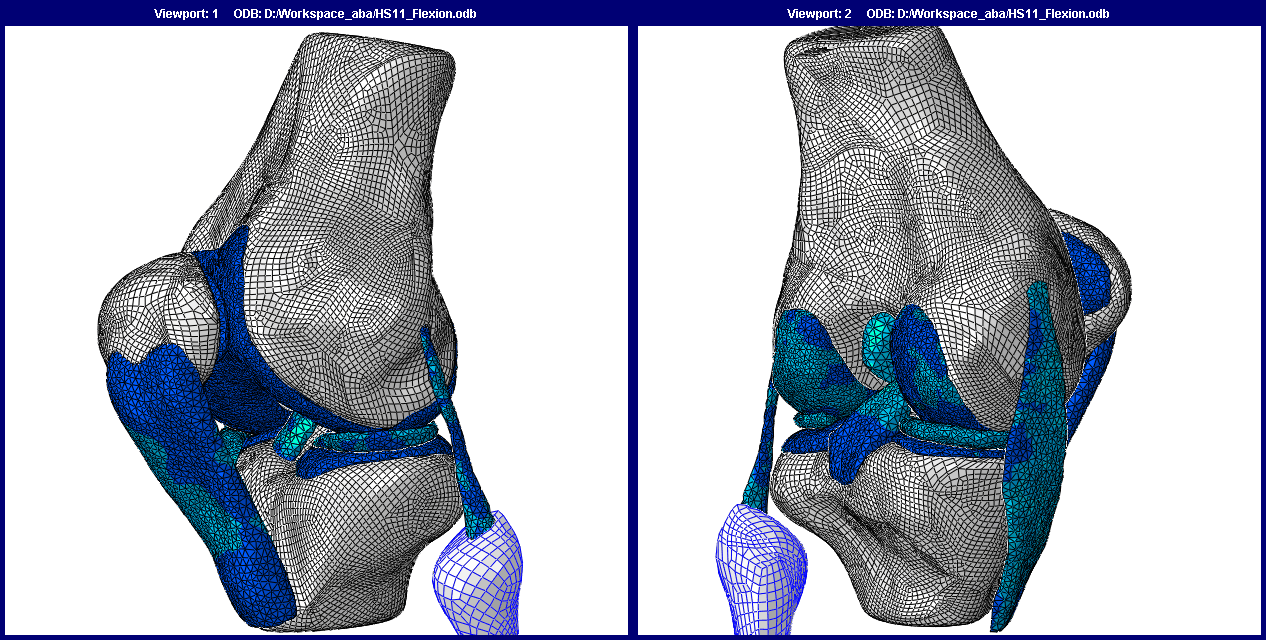
Скінченноелементна модель колінного суглоба людини

Цей потужний інструмент проєктування значно покращив як стандарт інженерних проєктів, так і методологію процесу проєктування в багатьох промислових застосуваннях. Впровадження методу скінченних елементів істотно скоротило час, необхідний для розробки проєктів. Тестування та розробка були прискорені, в першу чергу, завдяки вдосконаленим початковим прототипам проєктів з використанням методу скінченних елементів. Підсумовуючи, переваги метод скінченних елементів включають підвищену точність, вдосконалений дизайн і краще розуміння критичних параметрів дизайну, створення віртуальних прототипів, меншу кількість апаратних прототипів, швидший і дешевший цикл проєктування та в результаті підвищення продуктивності і збільшення прибутку.
У 1990-х роках метод скінченних елементів був запропонований для використання в стохастичному моделюванні для чисельного розв'язання ймовірнісних моделей, а пізніше для оцінки надійності.